# 이원영 (당)
이원영(李元嬰, 630년 ~ 684년)은 중국 당나라의 황족으로, 등왕(滕王)에 봉해졌다. 등왕각의 건립자로 알려져 있다.
당 고조의 22번째 아들로 태어났으며 생모는 유보림(柳寶林)이다. 정관 13년(639년) 봉호를 받았고, 15년(641년)에는 실봉(實封) 800호를 하사받고 금주자사(金州刺史)직에 임명되었다.
이원영은 지나치게 교만하고 방종하며 멋대로 행동하여 도가 지나쳤으므로, 영휘 연간에 고조가 서찰을 보내 경계하였다. 이후에도 법을 어겨 봉호와 친사(親事), 장내(帳內) 절반을 삭탈당하고 안치되기도 하였다. 당태종의 상 때 관료들과 술을 마시고 개를 구해 도살하다가 조카 당 고종에게 경고를 받기도 했다. 652년 소주자사(蘇州刺史), 653년 홍주도독(洪州都督), 662년 융주 자사(隆州刺史)로 부임하였다.
문명 원년(684년)에 사망하였다. 사도와 기주도독에 추증되었고, 고조의 헌릉에 배장(陪葬)되었다. 아들 장락왕(長樂王) 순기(循琦)가 등왕의 봉호를 이었다.

## 참고 문헌
- 《구당서》 권64, 고조이십이자, 등왕 원영전

## 같이 보기
- 당 고조
- 등왕각